# IC 4449
IC 4449 ist eine Balken-Spiralgalaxie vom Hubble-Typ SBb im Sternbild Bärenhüter nördlich der Ekliptik, die schätzungsweise 813 Millionen Lichtjahre von der Milchstraße entfernt ist.

Im selben Himmelsareal befindet sich u. a. die Galaxie IC 1015.
Das Objekt wurde am 10. Mai 1904 von Royal Harwood Frost entdeckt.